# 7861 Messenger
7861 Messenger è un asteroide della fascia principale. Scoperto nel 1981, presenta un'orbita caratterizzata da un semiasse maggiore pari a 2,4373124 UA e da un'eccentricità di 0,1745104, inclinata di 1,95686° rispetto all'eclittica.